# Santiago del Campo
Santiago del Campo es un municipio español, en la provincia de Cáceres, comunidad autónoma de Extremadura.
Limita al norte con el término municipal de Hinojal, al sur con el de Cáceres, al este con el de Talaván y al oeste con el de Garrovillas de Alconétar. Dista de Cáceres 25 km, por la carretera comarcal Cáceres - Torrejón el Rubio.

## Historia
Las primeras referencias históricas se remontan a la Edad del Hierro, en la que se sitúan los restos de un asentamiento humano conocido como El Castillejo. Enclavado en un pequeño cerro de suelo pizarroso, este castro era perfectamente defendible gracias a la protección que ofrecían el Almonte y un arroyo subsidiario de éste, reforzado por una modesta muralla.
Con Monroy, Talaván e Hinojal compone los Cuatro Lugares. Perteneció al señorío de Monroy hasta el siglo XIX y en tiempos fue constituida como aldea de la Villa de Garrovillas de Alconétar.
A la caída del Antiguo Régimen la localidad se constituye en municipio constitucional en la región de Extremadura, partido judicial de Garrovillas que en el censo de 1842 contaba con 120 hogares y 567 vecinos.,

## Extensión y población
Tiene un área de 73,33 km² con una población de 247 habitantes y una densidad de 4,24 hab/km².

## Carreteras
Por Santiago del Campo pasa una carretera que une Hinojal al norte con la EX-390 al Sur, con un acceso desde Santiago del Campo a la A-66 de 3,7 km. Junto a Hinojal hay otro acceso a la A-66, autovía que une Plasencia con Cáceres y que pasa cerca de Santiago del Campo. La EX-390 une Cáceres con Torrejón el Rubio. También desde esta última, se puede acceder a la carretera CC-122, la cual llega a Casar de Cáceres, municipio con el que limita.

## Demografía
Santiago del Campo cuenta con una población de 247 habitantes (INE 2024).
| Gráfica de evolución demográfica de Santiago del Campo entre 1842 y 2021                                            |
| |
| Población de derecho según los censos de población del INE Población de hecho según los censos de población del INE |

## Servicios públicos
El colegio público de Santiago del Campo es el CRA Los Cuatro Lugares, con sede en Talaván.

## Monumentos religiosos
Santiago del Campo tiene los siguientes monumentos religiosos:
- Iglesia de Santiago Apóstol, del siglo XVI. Es la iglesia parroquial del pueblo.
- Ermita de la Soledad, del siglo XVII.
- Ermita de San Marcos, al norte del municipio, en la carretera que va a Hinojal, del siglo XVII.